# Gridlock'd
Gridlock'd is een Amerikaanse komediefilm uit 1997 onder regie van Vondie Curtis-Hall. De hoofdrollen worden vertolkt door Tim Roth, Tupac Shakur en Thandie Newton.

## Verhaal
Spoon en Stretch zijn twee heroïneverslaafden die met hun vriendin Cookie in Detroit wonen. Samen spelen ze in een band met Cookie als zangeres, Spoon op bas en Stretch op piano. Nadat Cookie een overdosis heeft genomen wanneer ze voor de eerste keer heroïne probeert, besluiten de twee vrienden samen van hun verslaving af te komen. Ze hebben een helse dag voor de boeg waarin ze de politie en een bende drugsdealers ontwijken, terwijl ze het zenuwslopende bureaucratische proces volgen om toegang te krijgen tot het rehabilitatieprogramma.

## Rolverdeling
- Tim Roth - Stretch
- Tupac Shakur - Spoon
- Thandie Newton - Cookie
- Charles Fleischer - Mr. Woodson
- Howard Hesseman - Blind Man
- James Pickens jr. - Supervisor
- John Sayles - Cop #1
- Eric Payne - Cop #2
- Tom Towles - D-Reper's henchman
- Tom Wright - Koolaid